# Renari
Renari (c. 633) fou un bisbe d'Urgell, l'única documentació del qual és la seva presència en el IV Concili de Toledo (633).